# 九鬼隆季
九鬼 隆季（くき たかすえ、旧字体：九鬼隆季）は、江戸時代前期の大名。丹波国綾部藩初代藩主。

## 生涯
慶長13年（1608年）、初代志摩鳥羽藩主・九鬼守隆の三男として生まれる。九鬼水軍で知られる九鬼嘉隆の孫にあたる。
父・守隆の死後、弟・久隆との間で家督争いが生じ、藩内を二分する騒ぎとなったが、江戸幕府は遺言書に基づき久隆がこれを相続するものと裁可を下した。ただし、隆季にも新たに丹波綾部に2万石を与え、寛永10年3月5日（1633年4月13日）に丹波綾部へ転封とし綾部藩を立藩した。寛永19年12月30日（1643年2月18日）、式部少輔に叙任。寛文元年3月28日（1661年4月27日）、弟・隆重に500石を分与、1万9500石となった。隆季は藩政においては、城下町の建設などに尽力している。
延宝2年11月16日（1674年12月13日）、家督を長男の隆常へ譲り隠居。
延宝6年5月25日（1678年7月13日）に死去した。享年72。葬儀は遺言により、鳥羽の常安寺で行われた。

## 系譜
- 父：九鬼守隆（1573-1632）
- 母：隆生院 - 西山民部の娘
- 正室：土方雄重の娘
- 継室：井上正就の娘
- 生母不明の子女
  - 長男：九鬼隆常（1646-1698）
  - 女子：三枝守輝正室
  - 女子：秋田季久正室